# 洲本市
洲本市（日语：／ Sumoto shi */?）是位於日本淡路島中部的城市，行政區劃屬於兵庫縣，北接淡路市，南與南淡路市接壤，東以紀淡海峽與和歌山縣和歌山市隔海相對。雖然該市的部分邊境在海上，但洲本市是兵庫縣唯一與和歌山縣有連結的城市。轄區的中央部分為山區，以海拔高度448公尺的先山為中心，主要市區位於東側洲本川下游沿岸的平原區域，西側的五色地區則為丘陵地形。

## 概要
洲本市是淡路島的行政中心，面臨大阪灣、紀伊水道、播磨灘等，距離神戶、大阪約60-70公里。洲本市屬於瀨戶內海式型氣候，氣候溫暖舒適。洲本川經由市中心流入大阪灣，下游地區則形成以城下町為主的中心城區。大濱海岸、三熊山、成島（淡路橋立）皆位於瀨戶內海國立公園內，風景名勝眾多。

## 人口
| 洲本市人口分布圖 |                                               |  |
| 洲本市與日本全國年齡別人口分布比較圖 （2005年資料） | 洲本市的年齡、男女別人口分布圖 （2005年資料） |  |
| ■紫色是洲本市 ■綠色是全国 | ■藍色是男性 ■紅色是女性                       |  |
| 洲本市人口變化 \| 1970年 \| 56,171人 \| \| \| 1975年 \| 55,022人 \| \| \| 1980年 \| 54,826人 \| \| \| 1985年 \| 55,048人 \| \| \| 1990年 \| 54,049人 \| \| \| 1995年 \| 52,839人 \| \| \| 2000年 \| 52,248人 \| \| \| 2005年 \| 50,030人 \| \| \| 2010年 \| 47,254人 \| \| \| 2015年 \| 44,258人 \| \| \| 2020年 \| 41,236人 \| \| |                                               |  |
| 資料來源：日本總務省統計中心提供之人口普查數據 |                                               |  |
| 1970年 | 56,171人                                      |  |
| 1975年 | 55,022人                                      |  |
| 1980年 | 54,826人                                      |  |
| 1985年 | 55,048人                                      |  |
| 1990年 | 54,049人                                      |  |
| 1995年 | 52,839人                                      |  |
| 2000年 | 52,248人                                      |  |
| 2005年 | 50,030人                                      |  |
| 2010年 | 47,254人                                      |  |
| 2015年 | 44,258人                                      |  |
| 2020年 | 41,236人                                      |  |

## 歷史

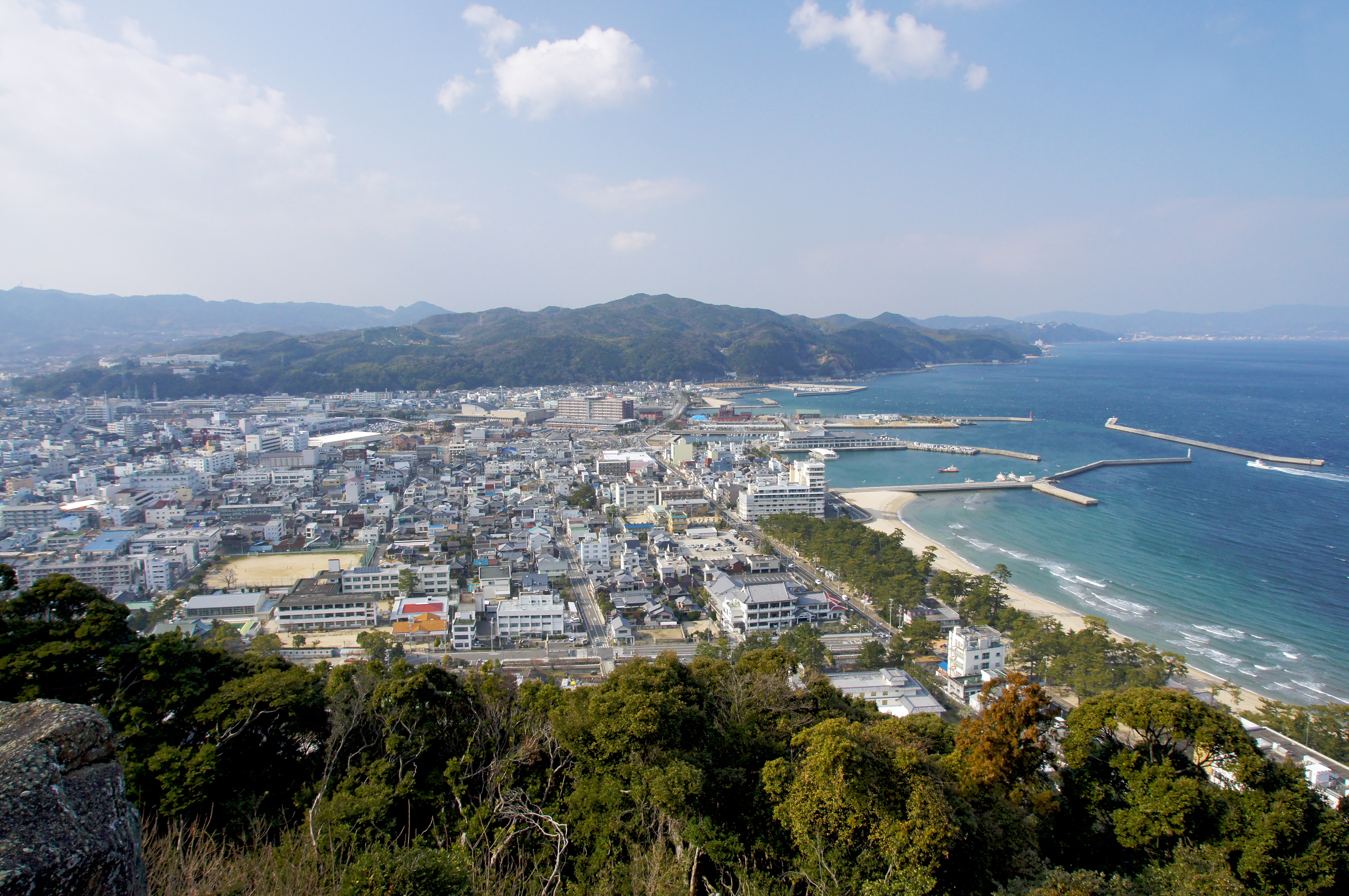
從洲本城遙望大濱海灘

平安時代後期，此地設有多個莊園，主要的莊園為石清水八幡宮的鳥飼莊，並建有其別宮鳥飼八幡宮。
室町時代末期，熊野水軍的安宅氏在三熊山建立洲本城；1585年至1609年期間，脇坂安治被分封至此，設立淡路洲本藩，此後曾短暫隸屬姬路藩，1615年後成為德島藩蜂須賀氏的領地，由蜂須賀氏家臣稻田氏作為城代負責整個淡路島。
1871年廢藩置縣後，淡路島最初被拆分成南北兩部分分屬兵庫縣和德島縣，現在的洲本在當時大部分屬於德島縣，旋即又與四國東半部整併為名東縣，直到1876年才又被拆分出，併入兵庫縣。
1889年日本實施町村制時，設立了洲本町，隸屬津名郡，1909年起，陸續併入了物部村、潮村、千草村、三原郡加茂村、大野村，在1940年改制為洲本市，為兵庫縣內第六個市級行政區劃。此後又陸續併入了上灘村、中川原村、安乎村、由良町、五色町，形成現在的洲本市。

### 變遷表
| 1889年4月1日 | 1889年-1926年           | 1926年-1944年           | 1926年-1944年        | 1944年-1954年            | 1954年-1989年            | 1989年-現在          | 現在                 |
| ------------ | ----------------------- | ----------------------- | -------------------- | ------------------------ | ------------------------ | -------------------- | -------------------- |
| 加茂村       | 加茂村                  | 1933年4月1日 併入洲本町 | 1940年2月11日 洲本市 | 1940年2月11日 洲本市     | 洲本市                   | 2006年2月11日 洲本市 | 2006年2月11日 洲本市 |
| 大野村       |                         | 1933年4月1日 併入洲本町 | 1940年2月11日 洲本市 | 1940年2月11日 洲本市     | 洲本市                   | 2006年2月11日 洲本市 | 2006年2月11日 洲本市 |
| 洲本町       | 1909年1月1日 洲本町     | 洲本町                  | 1940年2月11日 洲本市 | 1940年2月11日 洲本市     | 洲本市                   | 2006年2月11日 洲本市 | 2006年2月11日 洲本市 |
| 物部村       | 1909年1月1日 洲本町     | 洲本町                  | 1940年2月11日 洲本市 | 1940年2月11日 洲本市     | 洲本市                   | 2006年2月11日 洲本市 | 2006年2月11日 洲本市 |
| 潮村         | 1909年1月1日 洲本町     | 洲本町                  | 1940年2月11日 洲本市 | 1940年2月11日 洲本市     | 洲本市                   | 2006年2月11日 洲本市 | 2006年2月11日 洲本市 |
| 千草村       | 1918年4月1日 併入洲本町 | 洲本町                  | 1940年2月11日 洲本市 | 1940年2月11日 洲本市     | 洲本市                   | 2006年2月11日 洲本市 | 2006年2月11日 洲本市 |
| 上灘村       | 上灘村                  | 上灘村                  | 上灘村               | 1947年1月20日 併入洲本市 | 洲本市                   | 2006年2月11日 洲本市 | 2006年2月11日 洲本市 |
| 由良町       | 由良町                  | 由良町                  | 由良町               | 由良町                   | 1955年3月31日 併入洲本市 | 2006年2月11日 洲本市 | 2006年2月11日 洲本市 |
| 中川原村     |                         |                         |                      |                          | 1955年3月31日 併入洲本市 | 2006年2月11日 洲本市 | 2006年2月11日 洲本市 |
| 安乎村       |                         |                         |                      |                          | 1955年3月31日 併入洲本市 | 2006年2月11日 洲本市 | 2006年2月11日 洲本市 |
| 堺村         | 堺村                    | 堺村                    | 堺村                 | 堺村                     | 1956年9月30日 五色町     | 2006年2月11日 洲本市 | 2006年2月11日 洲本市 |
| 都志村       | 1924年6月1日 都志町     | 1924年6月1日 都志町     | 1924年6月1日 都志町  | 1924年6月1日 都志町      | 1956年9月30日 五色町     | 2006年2月11日 洲本市 | 2006年2月11日 洲本市 |
| 鮎原村       |                         |                         |                      |                          | 1956年9月30日 五色町     | 2006年2月11日 洲本市 | 2006年2月11日 洲本市 |
| 廣石村       |                         |                         |                      |                          | 1956年9月30日 五色町     | 2006年2月11日 洲本市 | 2006年2月11日 洲本市 |
| 鳥飼村       |                         |                         |                      |                          | 1956年9月30日 五色町     | 2006年2月11日 洲本市 | 2006年2月11日 洲本市 |

## 交通
現轄區內公共運輸以客運為主。過去在1922年至1966年期間曾經有淡路交通經營的鐵路往返洲本車站至三原郡南淡町（現已合併為南淡路市）；明石海峽大橋通車前，也有港口有渡輪可前往和歌山市。

### 公路
高速道路
- 神戶淡路鳴門自動車道：（淡路市） - 洲本交流道 - （南淡路市）

國道
- 國道28號

## 觀光資源
- 洲本城遺址
- 洲本市立淡路文化史料館（日语：洲本市立淡路文化史料館）
- 洲本溫泉（日语：洲本温泉）
- 由良要塞（日语：由良要塞）
- 高田屋嘉兵衛公園（日语：ウェルネスパーク五色・高田屋嘉兵衛公園）
- 高田屋顯彰館・歴史文化資料館（日语：高田屋顕彰館・歴史文化資料館）
- 大濱海岸（日语：大浜海岸 (洲本市)）（大濱海水浴場）

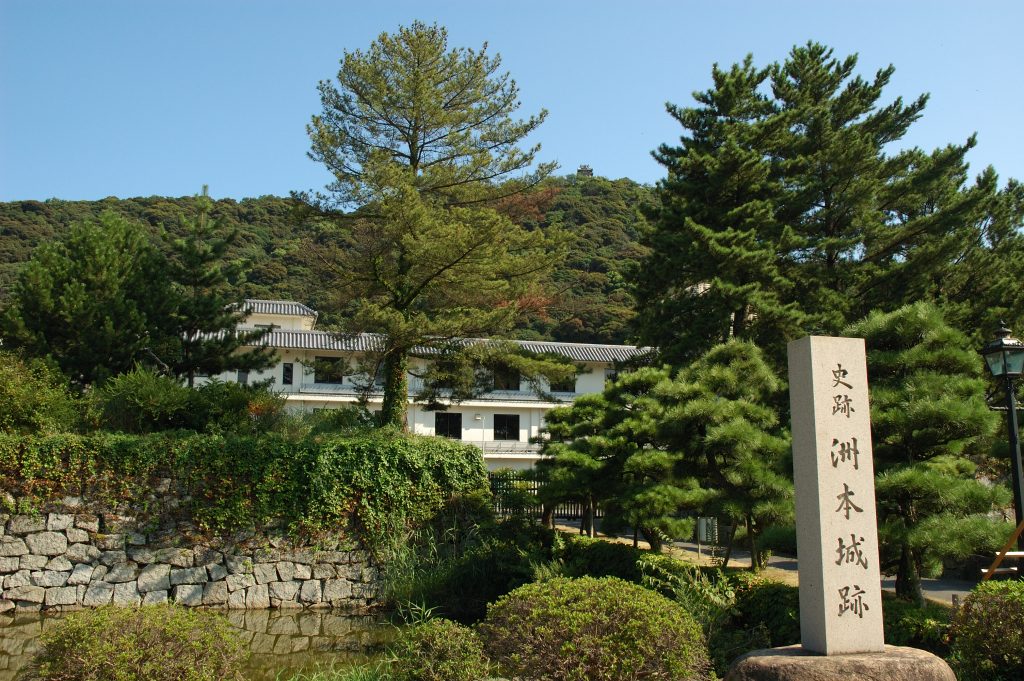
洲本市立淡路文化史料館
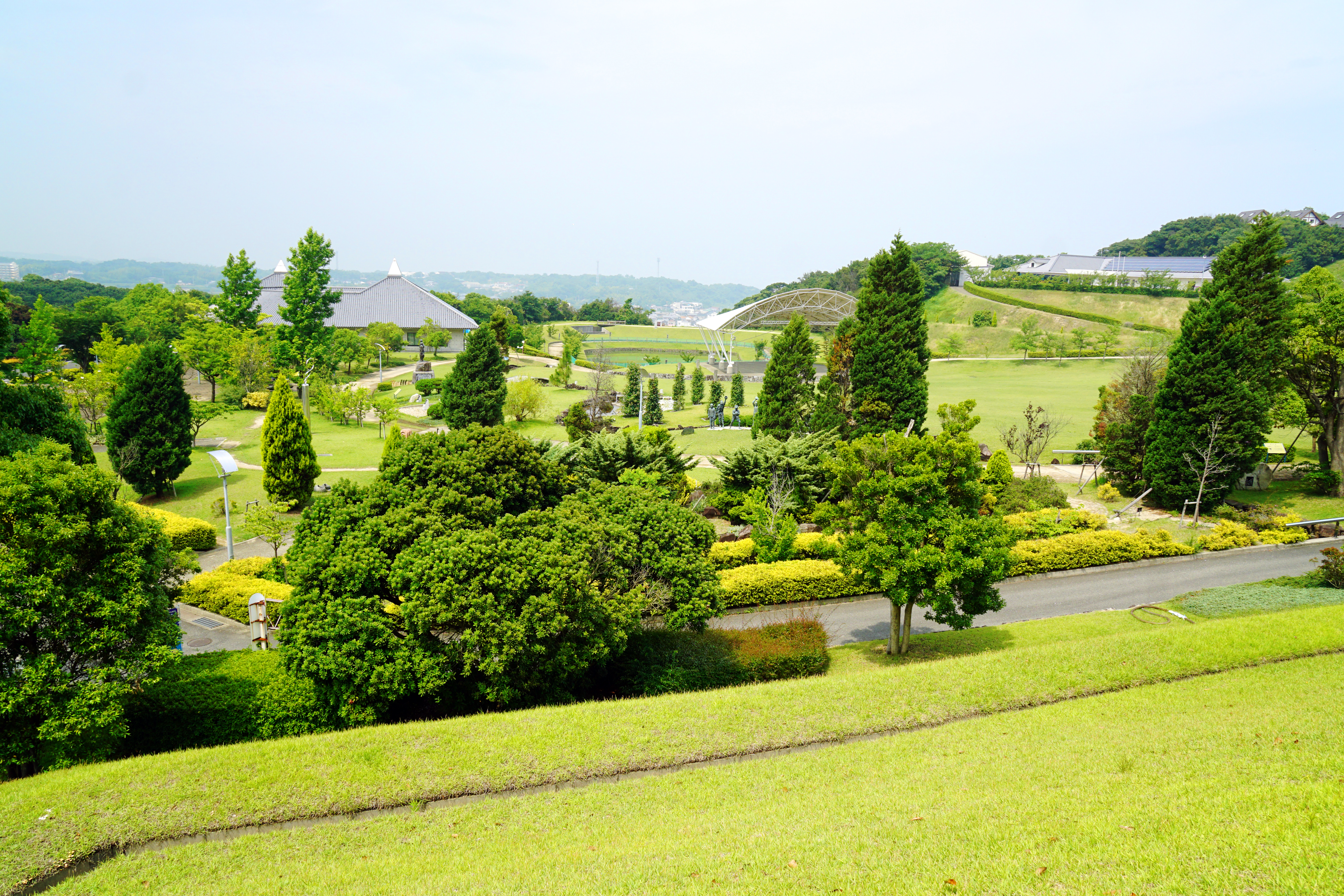
高田屋嘉兵衛公園
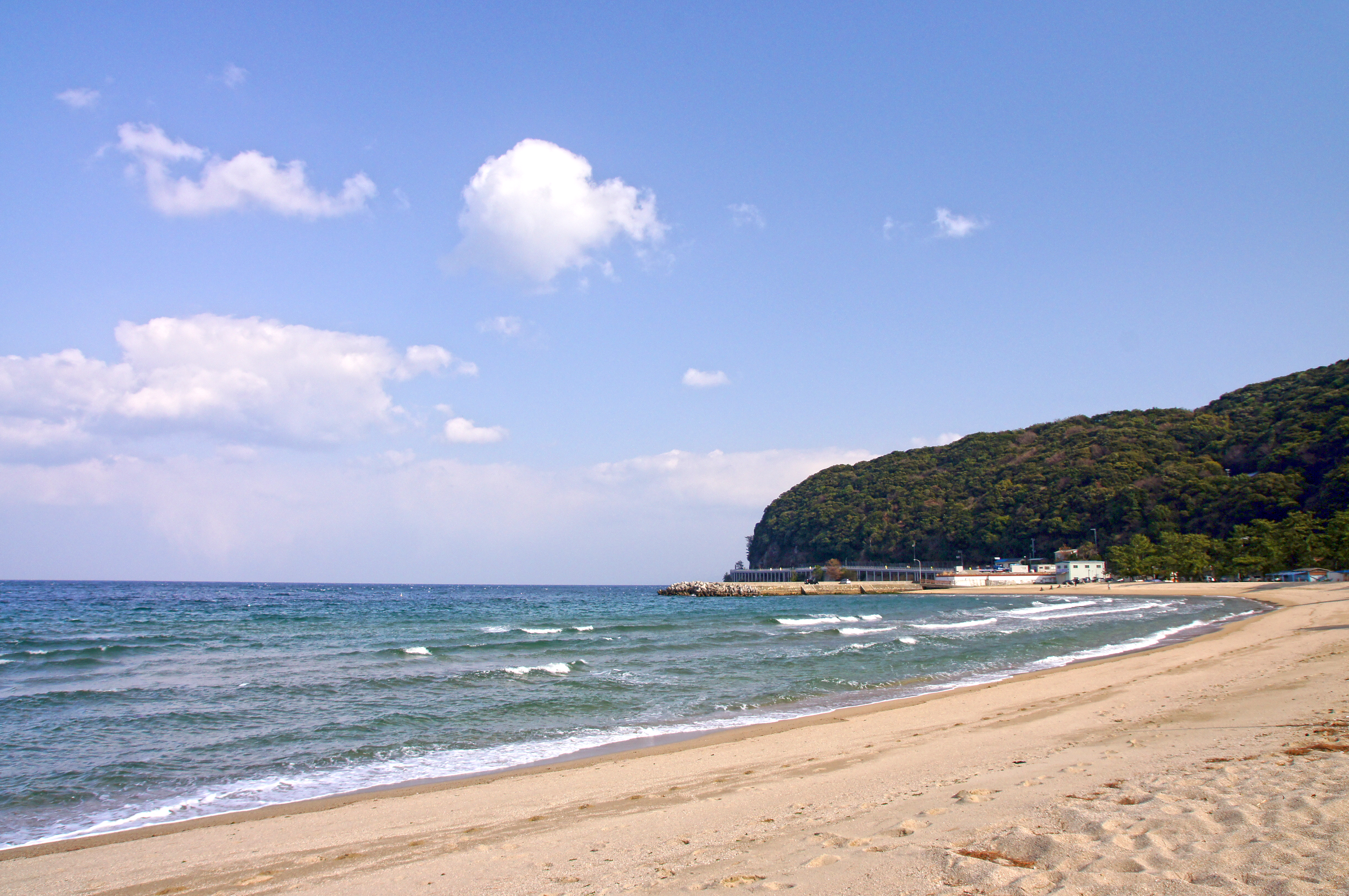
大濱海岸

## 姊妹、友好城市

### 日本
- 美馬市（德島縣）
1990年9月9日締結與當時的美馬郡脇町（日语：脇町）締結姊妹城市；脇町在江戶時代初期也是稻田氏的領地，由於兩地同樣與稻田氏的關係而決定締結姊妹城市。2005年脇町合併為美馬市。[3]
- 新日高町（北海道日高郡）
1986年5月2日與當時的靜內郡靜內町締結為姊妹城市；由於1870年發生的庚午事變（日语：庚午事変）造成稻田式家族五百多人於1871年受明治政府命令遷往北海道靜內地區開進行開墾，兩地因此機緣決定締結為姊妹城市。靜內町於2006年合併為新日高町。[3]

### 海外
- 夏威夷郡（美國夏威夷州）
- 范沃特郡（美國俄亥俄州）
- 喀琅施塔得（俄羅斯聖彼得堡）

## 本地出身之名人
- 吉山明兆：室町時代的畫家、僧侶
- 高田屋嘉兵衛（日语：高田屋嘉兵衛）：江戶時代的商人
- 坂東舜一：企業家、日本航空的創辦人之一
- 阿久悠：作家
- 堀井雄二：遊戲製作人，「勇者鬥惡龍」系列遊戲的製作人
- 大地真央：演員
- 照強翔輝

## 外部連結
- （繁體中文） 淡路島觀光 （页面存档备份，存于）